# Terlingua (Album)
Terlingua ist das achte Studioalbum der deutschen Rockband Mono Inc. Es erschien am 22. Mai 2015 über SPV.

## Entstehung
Nachdem Mono Inc. im März 2014 ein Konzert in Austin (Texas) gespielt hatten, entschloss sich die Band einen fünftägigen Urlaub einzulegen, und mietete sich in eine Ranch 25 Kilometer von Terlingua entfernt ein. Aus den Erlebnissen ergab sich eine anschließende Studiosession in Terlingua im Herbst desselben Jahres.
Nach fünf Wochen und über 20 neuen Titeln folgte im Anschluss das Mastering in den Gaga Studios in Hamburg.
Sänger Martin Engler bezeichnete Terlingua im Anschluss als das bisher „reifste Album [...] und in Summe wohl auch das Rockigste“.
Der Song Tag X wurde im Vorfeld in einer Fan-Aktion via WhatsApp verteilt.

## Titelliste
1. Mondschein
2. Never-Ending Love Song
3. Heiland
4. It Never Rains
5. Tag X
6. 118
7. Die Noten deines Lebens
8. Still
9. An Klaren Tagen
10. Emory Peak
11. Love Lies
12. Terlingua
13. Study Butte

## Rezeption
Terlingua wurde in einschlägigen Musikmagazinen kontrovers aufgenommen. Einerseits wurden die neuen, sanfteren Klänge und die teilweise hintergründigen Texte positiv rezipiert, andererseits die Komposition, triviale Texte und der Bruch mit dem bisherigen Musikstil kritisiert.

„Mit „Terlingua“ ist Mono Inc. wahrlich alles andere als ein Meilenstein gelungen. Ohne Frage, auf dem Album finden sich viele gute Ansätze und auch ein paar wenige gute Songs. Insgesamt aber bleibt es ein großer Schritt, sowohl in Richtung Massentauglichkeit, als auch in die absolute Belanglosigkeit.“

„Tiefgang? Fehlanzeige. Mit Terlingua wird massenkompatibler Einheitsbrei unter der Marke “Mono Inc.” abgeliefert, der sich letzten Endes gut verkaufen wird. Und es wirkt leider so, als käme es nur noch darauf an.“

„Alles in allem zeigt der neue Longplayer eine neue Seite an der vierköpfigen Gruppe: Tiefsinnig, sanft, und doch mit beiden Beinen mitten im Leben. Ein Album ohne große musikalische Durchbrüche, aber zum in die Sonne legen und genießen.“

Ulf Kubanke von laut.de lobte einerseits die teilweise gelungenen Arrangements wie bei 118 oder It never rains und die nach Nimmermehr erneute Aufnahme von englischsprachigen Songs in die Tracklist, kritisierte jedoch die belanglosen Texte (Mondschein, Heiland) und stellte fest, dass Martin Englers „stimmliche Überforderung [...] das emotionale Lied“ Ghost Town Gates „vollkommen dem Erdboden“ gleichmache. Ebenfalls sei die „stetige Selbstetikettierung Mono Inc.s als Gothic Rock [...] über weite Strecken große Hochstapelei.“